# Игра на гаджета
Игра на гаджета (на английски: The Girlfriend Experience) е американски експериментален филм от 2009 година на режисьора Стивън Содърбърг. Главната роля изпълнява порнографската актриса Саша Грей, като това е дебюта и в игралното кино. Филмът е заснет в Ню Йорк и е показан за пръв път на кинофестивала Сънданс през януари 2009 година.
Содърбърг обявява, че за филмът е вдъхновен от филма „Червена пустиня“ на Микеланджело Антониони и „Шепот и викове“ на Ингмар Бергман. Филмът струва 1,3 милиона и е заснет със сравнително евтина Red One камера.
През 2014 година е създаден телевизионен сериал по филма, като сериалът носи същото име, но Саша Грей и героинята ѝ не са включени в него.

## Сюжет
Челси (Саша Грей) е елитна проститутка от Манхатън, която е специализирана в girlfriend experience (сексуална услуга, при която са размити границите между финансови взаимоотношения и романтична връзка). Клиентите и са силно разтревожени от финансовата в криза в САЩ и заплащат все по-малко за нейните услуги.
Филмът проследява всекидневния ѝ живот като момиче на повикване, както и отворената любовна връзка, която поддържа с интимния си приятел.